# 61.ª Brigada Mixta (Ejército Popular de la República)
La 61.ª Brigada Mixta fue una unidad del Ejército Popular de la República que tomó parte en la Guerra Civil Española. A lo largo de la contienda la brigada estuvo presente en los frentes de Teruel, Aragón, Levante y Extremadura.

## Historial
La unidad fue creada en enero de 1937, en el frente de Teruel, a partir de fuerzas procedentes de la columna «Rosal». La mayoría de los miembros de la nueva 61.ª Brigada Mixta eran de militancia anarquista. El primer jefe de la brigada fue el mayor de milicias Bernabé López Calle, quedando la 61.ª BM agregada a la 42.ª División. Unos meses después la unidad se encontraba situada en el sector Bezas-Royuela, junto a la 60.ª Brigada mixta.

### Frente de Teruel
La unidad tomó parte en la batalla de Albarracín. El 5 de julio rompió el frente enemigo, y dos días más tarde logró ocupar el casco urbano de Albarracín; la guarnición franquista quedó sitiada en la Catedral y en el cuartel de la Guardia Civil, después de que la 61.ª BM tomara el Vértice «Vallejo Largo» y la población de Monterde. Sin embargo, la llegada de una fuerza franquista de socorro echó al traste todos los avances conseguidos hasta entonces y la brigada hubo de regresar a las posiciones iniciales. Para el 17 de julio la unidad se encontraba defendiendo la línea defensiva Lomas del Calarizo-La Cañadilla-Chaparrales-Vértice Barranco y las cotas 1220 y 1322.
A comienzos de 1938, al empezar la contraofensiva rebelde sobre Teruel, la 61.ª Brigada se encontraba situada en la vanguardia republicana, en Sierra Palomera, posición en la que permanecía desde el comienzo de la ofensiva republicana. El ataque franquista tuvo lugar en el punto de enlace entre 61.ª Brigada Mixta con la 132.ª Brigada Mixta; la 61.ª BM a se vio completamente sobrepasada por el ataque enemigo en este sector, y como consecuencia hubo de retirarse desordenadamente hacia la retaguardia para evitar el cerco enemigo. El mando republicano retiró del frente a la 42.ª División, procediendo a disolverla y destituir a un buen número de oficiales de las brigadas, como fue el caso del comisario de la brigada, Antonio Rodríguez Saravia. Por su parte, Bernabé López Calle cedió el mando al mayor de milicias Francisco García Lavid.

### Combates en Aragón
A comienzos de marzo de 1938, mientras se encontraba sometida a una reorganización, los franquistas atacaron el frente de Aragón por el sector de Belchite. La 61.ª BM, todavía sin encontrarse completamente equipada, fue enviada urgentemente para intentar taponar la brecha enemiga. Quedó temporalmente agregada al XVIII Cuerpo de Ejército, formación que terminaría retirándose ante la fuerte presión enemiga. Durante esta retirada algunas fuerzas de la 61.ª BM quedaron aisladas al norte del río Ebro, si bien la mayor parte de la unidad pasó a formar parte del XIII Cuerpo de Ejército. La unidad siguió retrocediendo hacia el Maestrazgo, perseguida por las fuerzas franquistas que mandaba el general Antonio Aranda. Hacia el 5 de abril la brigada se encontraba situada en Morella, donde llegó a establecer una línea defensiva junto a las brigadas 52.ª y 211.ª; sin embargo, uno de los batallones de la 61.ª BM huyó en desbandada ante el ataque enemigo, lo que llevaría al hundimiento de todo el frente. De este hecho se culpó principalmente a la brigada. Como consecuencia, uno de los oficiales de la 61.ª BM fue fusilado en presencia de las tropas como escarmiento.

### Campaña de Levante
A mediados de abril, tras el corte de la zona republicana en dos, la 61.ª BM fue disuelta. No obstante, el 30 de abril fue nuevamente refundada, quedando agregada la nueva unidad a la 8.ª División del VI Cuerpo de Ejército. Una vez finalizó la reestructuración, sería adjudicada a la 65.ª División, unidad con la cual el 13 de mayo partió hacia el frente de Levante. Para entonces le jefatura de la 61.ª BM estaba en manos del mayor de milicias Luis García Vega, con Pedro López Calle como comisario.
Concentrada inicialmente en Liria, poco después sería situada entre el Puerto de Escandón y el río Valbona, al sur de Teruel. El 28 de mayo hubo de hacer frente al asalto de la 85.ª División franquista, que atacó las posiciones de Formiche Bajo y la Loma del Erizal, donde la 61.ª Brigada mantuvo una fuerte resistencia. No obstante, debido a la presión enemiga, la brigada debió emprender una lenta retirada hasta que el 21 de julio sus fuerzas alcanzaron las defensas de la línea XYZ.
Llegó a estar brevemente agregada a la 68.ª División en Chiva, en la retaguardia republicana.

### Frente de Extremadura
Después de la estabilización del frente de Levante, la brigada fue asignada a la 41.ª División y enviada como refuerzo al frente de Extremadura. Con posterioridad pasaría a formar parte de la 63.ª División del VII Cuerpo de Ejército. No obstante, hasta el final de la contienda no llegó a tomar parte en operaciones militares de relevancia.

## Mandos
Comandantes
- Mayor de milicias Bernabé López Calle;[12]
- Mayor de milicias Francisco García Lavid;
- Mayor de milicias Luis García Vega;

Comisarios
- Antonio Rodríguez Saravia;
- Pedro López Calle, de la CNT;[13]